# Округ Колијер (Флорида)
Колијер (енгл. Collier County) је округ у америчкој савезној држави Флорида. По попису из 2010. године број становника је 321.520.

## Демографија
Према попису становништва из 2010. у округу је живело 321.520 становника, што је 70.143 (27,9%) становника више него 2000. године.
| Група             | 2000.           | 2010.           |
| Белци             | 185.517 (73,8%) | 211.156 (65,7%) |
| Афроамериканци    | 11.419 (4,5%)   | 21.087 (6,6%)   |
| Азијати           | 1.569 (0,6%)    | 3.507 (1,1%)    |
| Хиспаноамериканци | 49.296 (19,6%)  | 83.177 (25,9%)  |
| Укупно            | 251.377         | 321.520         |